# سكوت شو
سكوت شو (بالإنجليزية: Scott Shaw)‏ هو روائي ولاعب تايكوندو ومخرج وشاعر وممثل أمريكي، ولد في 23 سبتمبر 1958 بهوليوود في الولايات المتحدة.

## أعمال

### أفلام
- (2017) ساندي ويكسلر

### مسلسلات
- بيفرلي هيلز 90210

## وصلات خارجية
- سكوت شو على موقع IMDb (الإنجليزية)
- سكوت شو على موقع ألو سيني (الفرنسية)
- سكوت شو على موقع أول موفي (الإنجليزية)
- سكوت شو على موقع قاعدة بيانات الفيلم (الإنجليزية)
- سكوت شو على موقع كينوبويسك (الروسية)